# Passaporte antiguano
O Passaporte antiguano é um documento emitido aos cidadãos de Antígua e Barbuda, para uso em viagens internacionais. Ele identifica o nacional antiguano perante as autoridades de outros países, permitindo a anotação de entrada e saída pelos portos, aeroportos e vias de acesso internacionais, de acordo com as obrigações de visto.
Como Antígua e Barbuda é membro da Comunidade do Caribe, os passaportes antiguanos compartilham o layout padrão dos passaportes da comunidade.
Atualmente o passaporte antiguano se configura no 27º no ranking mundial, fornecendo acesso a 153 países sem necessitar de visto, todavia 76 países exigem o visto (''visto necessário e visto na chegada'') para poder entrar no país.

## Tipos de passaportes[1]
- Passaportes oficiais: este tipo de passaporte é emitido para funcionários do governo que representam os interesses de Antígua e Barbuda no exterior.
- Passaportes diplomáticos: Esses passaportes são emitidos para um conjunto autorizado de pessoas que representam Antígua e Barbuda em assuntos diplomáticos e outros assuntos internacionais, como ministros de governo.
- Passaporte menor: Esses passaportes são emitidos para qualquer cidadão de Antígua e Barbuda, que seja uma criança com idade inferior a dezesseis anos. Os passaportes são válidos por cinco anos.
- Passaportes de adultos: Esses passaportes são emitidos para qualquer adulto que seja cidadão de Antígua e Barbuda. As pessoas têm mais de dezesseis anos e os passaportes são válidos por dez anos.

## Países em que o visto é obrigatório[2]
| Visto Necessário               | Visto Necessário          | Visto Online           | Visto na Chegada | Visto eTA |
| ------------------------------ | ------------------------- | ---------------------- | ---------------- | --------- |
| Afeganistão                    | Mali                      | Austrália              | Armênia          | Sri Lanka |
| Argélia                        | Ilhas Marshall            | Azerbaijão             | Bangladesh       |           |
| Angola                         | México                    | Bahrain                | Bolívia          |           |
| Argentina                      | Mongólia                  | Benim                  | Camboja          |           |
| Butão                          | Marrocos                  | Costa do Marfim        | Cabo Verde       |           |
| Brunei                         | Myanmar                   | Djibouti               | Comores          |           |
| Burkina Faso                   | Namibia                   | Etiópia                | Egito            |           |
| Burundi                        | Nauru                     | Gabão                  | Guiné-Bissau     |           |
| Camarões                       | Nova Zelândia             | India                  | Irã              |           |
| Canadá                         | Níger                     | Quirguistão            | Jordânia         |           |
| República Centro-Africana      | Nigéria                   | Ilha Norfolk           | Quênia           |           |
| Chade                          | Coreia do Norte           | Omã                    | Laos             |           |
| China                          | Ilhas Marianas do Norte   | Paquistão              | Líbano           |           |
| Congo                          | Porto Rico                | Papua Nova Guiné       | Macau            |           |
| República Democrática do Congo | Paraguai                  | São Tomé e Príncipe    | Madagáscar       |           |
| Guiné Equatorial               | Arábia Saudita            | Sudão do Sul           | Maldivas         |           |
| Eritreia                       | Sudão                     | Tajiquistão            | Mauritânia       |           |
| Ilhas Malvinas                 | Síria                     | Turquia                | Moçambique       |           |
| Gana                           | Taiwan                    | Emirados Árabes Unidos | Nepal            |           |
| Guam                           | Tailândia                 |                        | Palau            |           |
| Guiné                          | Tonga                     |                        | Ruanda           |           |
| Iraque                         | Turcomenistão             |                        | Samoa            |           |
| Israel                         | Estados Unidos da América |                        | Senegal          |           |
| Japão                          | Ilhas Virgens Americanas  |                        | Seychelles       |           |
| Cazaquistão                    | Vietnã                    |                        | Serra Leoa       |           |
| Kuwait                         | Iémen                     |                        | Ilhas Salomão    |           |
| Libéria                        | Samoa Americana           |                        | Somália          |           |
| Líbia                          |                           |                        | Timor-Leste      |           |
|                                |                           |                        | Tuvalu           |           |

| Visto não Necessário     | Visto não Necessário     |
| ------------------------ | ------------------------ |
| Albânia                  | Lituânia                 |
| Andorra                  | Liechtenstein            |
| Anguilla                 | Luxemburgo               |
| Aruba                    | Malawi                   |
| Áustria                  | Malásia                  |
| Bahamas                  | Malta                    |
| Barbados                 | Maurício                 |
| Belarus                  | Mayotte                  |
| Bélgica                  | Micronésia               |
| Belize                   | Moldávia                 |
| Bermudas                 | Mônaco                   |
| Bonaire                  | Montenegro               |
| Bósnia e Herzegovina     | Montserrat               |
| Botswana                 | Holanda                  |
| Brasil                   | Nova Caledônia           |
| Ilhas Virgens Britânicas | Nicarágua                |
| Bulgária                 | Niue                     |
| Ilhas Cayman             | Macedônia do Norte       |
| Chile                    | Noruega                  |
| Colômbia                 | Panamá                   |
| Ilhas Cook               | Peru                     |
| Costa Rica               | Filipinas                |
| Croácia                  | Polônia                  |
| Cuba                     | Portugal                 |
| Curação                  | Catar                    |
| Chipre                   | Reunião                  |
| República Checa          | Romênia                  |
| Dinamarca                | Rússia                   |
| Dominica                 | São Cristóvão e Neves    |
| República Dominicana     | Santa Lúcia              |
| Equador                  | San Marino               |
| El Salvador              | Sérvia                   |
| Estônia                  | Cingapura                |
| Suazilândia              | Eslováquia               |
| Ilhas Faroe              | Eslovênia                |
| Fiji                     | África do Sul            |
| Finlândia                | Coreia do Sul            |
| Canadá                   | Espanha                  |
| França                   | Santa Helena             |
| Polinésia Francesa       | Sint Maarten             |
| Gâmbia                   | São Pedro e Miquelão     |
| Guiana Francesa          | São Vicente e Granadinas |
| Guadalupe                | Suriname                 |
| Geórgia                  | Suécia                   |
| Alemanha                 | Suiça                    |
| Gibraltar                | Tanzânia                 |
| Grécia                   | Trindade e Tobago        |
| Groenlândia              | Tunísia                  |
| Granada                  | Ilhas Turcas e Caicos    |
| Guatemala                | Uganda                   |
| Guiana                   | Ucrânia                  |
| Haiti                    | Reino Unido              |
| Líbano                   | Uzbequistão              |
| Honduras                 | Vanuatu                  |
| Hong Kong                | Cidade do Vaticano       |
| Hungria                  | Venezuela                |
| Islândia                 | São Bartolomeu           |
| Indonésia                | Zâmbia                   |
| Irlanda                  | Zimbábue                 |
| Itália                   |                          |
| Jamaica                  |                          |
| Kiribati                 |                          |
| Kosovo                   |                          |
| Letônia                  |                          |
| Lesoto                   |                          |